# دسلندرس (دهانه)
دسلندرس یک دهانه برخوردی در ماه‌ است.